# Phủ (đơn vị hành chính)
Phủ (chữ Hán: 府) là một đơn vị hành chính thời phong kiến tại Đông Á bắt nguồn từ Trung Quốc thời Nhà Đường.
Tại Việt Nam, phủ là đơn vị hành chính trực thuộc trấn (thời Trần) hoặc tỉnh (thời Nguyễn), mỗi phủ gồm một số huyện. Đến cuối thời Nguyễn, dưới phủ có thể không có huyện mà chỉ có xã, thôn (khi đó, phủ tương đương cấp huyện nhưng có vị trí quan trọng hơn).
Phủ cũng là một đợn vị hành chính của Nhật Bản như hai phủ Osaka và Kyoto. Ở Nhật Bản, phủ là một đơn vị hành chính tương đương cấp tỉnh.
Tại Việt Nam trong thời kỳ phong kiến, người đứng đầu quản lý một phủ là quan tri phủ.
Đơn vị phủ và chức quan tri phủ tri phủ tại Trung Quốc đã được đặt ra từ thời nhà Tống, chính thức là một chức trong quan chế từ thời nhà Tống. Thời nhà Thanh ở Trung Quốc và nhà Nguyễn ở Việt Nam, chức tri phủ có hàm tòng tứ phẩm.